# Archaraeoncus sibiricus
Archaraeoncus sibiricus là một loài nhện trong họ Linyphiidae.
Loài này thuộc chi Archaraeoncus. Archaraeoncus sibiricus được Kirill Yuryevich Eskov miêu tả năm 1988.